# 坎普諾武德朗多尼亞
10°35′49″S 63°36′44″W / 10.59694°S 63.61222°W
坎普諾武德朗多尼亞（葡萄牙語：Campo Novo de Rondônia），是巴西的城鎮，位於該國西北部，由朗多尼亞州負責管轄，始建於1993年2月13日，面積3,442平方公里，2010年人口12,669，人口密度每平方公里3.68人。